# Pterolophia loochooana
Pterolophia loochooana là một loài bọ cánh cứng trong họ Cerambycidae.